# Rocheville
Pour les articles homonymes, voir Rocheville.
Rocheville est une commune française, située dans le département de la Manche en région Normandie, peuplée de 608 habitants.

## Géographie
| Bricquebec-en-Cotentin | Sottevast                                | Sottevast, Négreville |
| Bricquebec-en-Cotentin | Rocheville                               | Négreville            |
| Bricquebec-en-Cotentin | Bricquebec-en-Cotentin, L'Étang-Bertrand | L'Étang-Bertrand      |

### Hydrographie
La commune est située dans le bassin Seine-Normandie. Elle est drainée par la Douve, le ruisseau du Pont Durand, le cours d'eau 01 de la Croix Pinchon, le cours d'eau 01 des Ventes et le cours d'eau 01 du Don,,.
La Douve, d'une longueur de 79 km, prend sa source dans la commune de Tollevast et se jette  dans la baie de Seine à Carentan-les-Marais, après avoir traversé 28 communes. Les caractéristiques hydrologiques de la Douve sur la commune de Sottevast. Le débit moyen mensuel est de 1,29 m3/s. Le débit moyen journalier maximum est de 19,4 m3/s, atteint lors de la crue du 2 janvier 2024. Le débit instantané maximal est quant à lui de 34,1 m3/s, atteint le 11 décembre 2017.

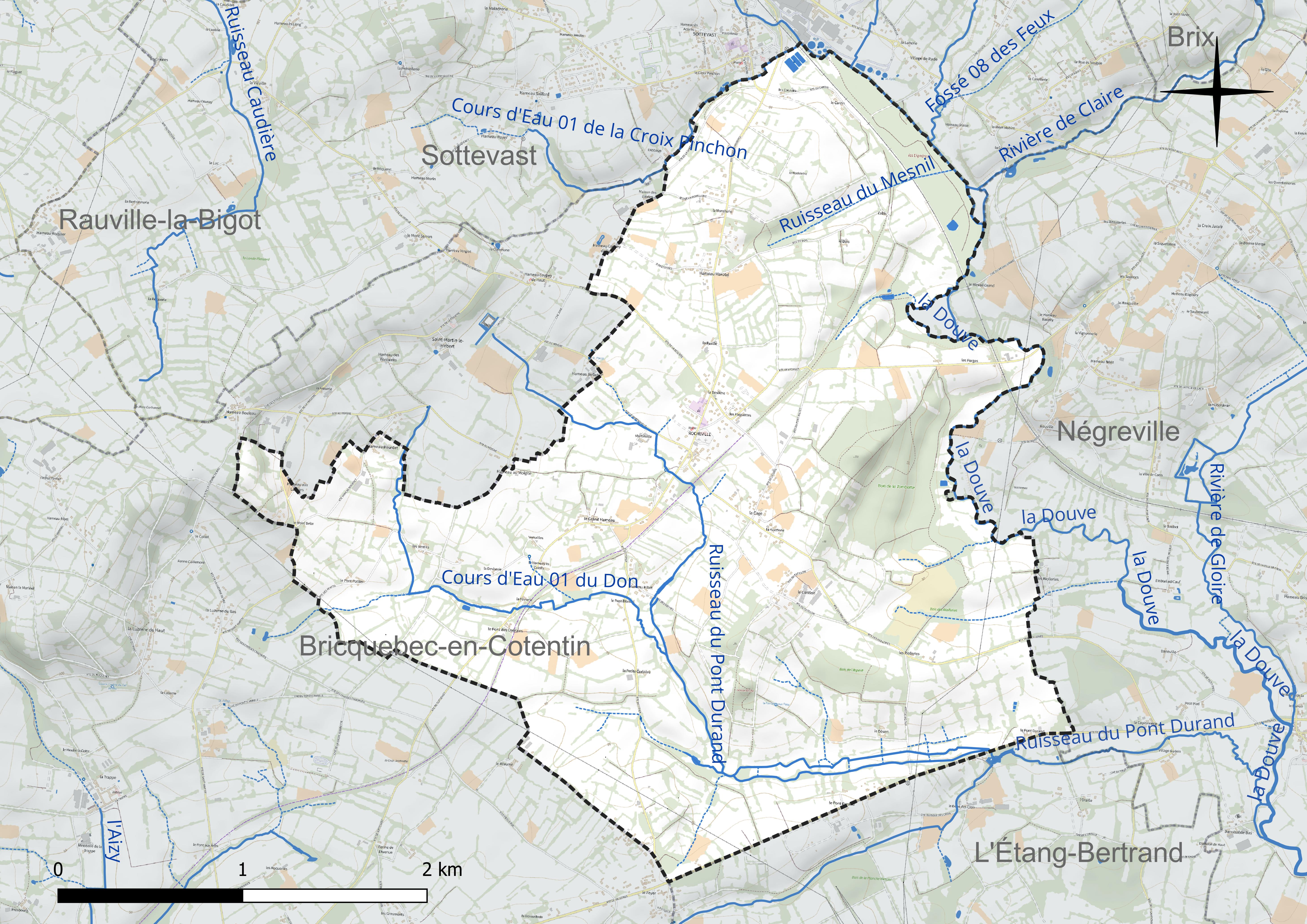
Réseau hydrographique de Rocheville.

### Climat
Pour des articles plus généraux, voir Climat de la Normandie et Climat de la Manche.
En 2010, le climat de la commune est de type climat océanique franc, selon une étude du CNRS s'appuyant sur une série de données couvrant la période 1971-2000. En 2020, Météo-France publie une typologie des climats de la France métropolitaine dans laquelle la commune est exposée à un climat océanique et est dans la région climatique  Normandie (Cotentin, Orne), caractérisée par une pluviométrie relativement élevée (850 mm/a) et un été frais (15,5 °C) et venté. Parallèlement le GIEC normand, un groupe régional d’experts sur le climat, différencie quant à lui, dans une étude de 2020, trois grands types de climats pour la région Normandie, nuancés à une échelle plus fine par les facteurs géographiques locaux. La commune est, selon ce zonage, exposée à un « climat maritime », correspondant au Cotentin et à l'ouest du département de la Manche, frais, humide et pluvieux, où les contrastes pluviométrique et thermique sont parfois très prononcés en quelques kilomètres quand le relief est marqué.
Pour la période 1971-2000, la température annuelle moyenne est de 10,8 °C, avec une amplitude thermique annuelle de 11,4 °C. Le cumul annuel moyen de précipitations est de 990 mm, avec 15 jours de précipitations en janvier et 8 jours en juillet. Pour la période 1991-2020, la température moyenne annuelle observée sur la station météorologique la plus proche, située sur la commune de Cherbourg-en-Cotentin à 15 km à vol d'oiseau, est de 12,1 °C et le cumul annuel moyen de précipitations est de 963,9 mm,. Pour l'avenir, les paramètres climatiques de la commune estimés pour 2050 selon différents scénarios d’émission de gaz à effet de serre sont consultables sur un site dédié publié par Météo-France en novembre 2022.

## Urbanisme

### Typologie
Au 1er janvier 2024, Rocheville est catégorisée commune rurale à habitat dispersé, selon la nouvelle grille communale de densité à sept niveaux définie par l'Insee en 2022.
Elle est située hors unité urbaine.
Par ailleurs la commune fait partie de l'aire d'attraction de Cherbourg-en-Cotentin, dont elle est une commune de la couronne,. Cette aire, qui regroupe 77 communes, est catégorisée dans les aires de 50 000 à moins de 200 000 habitants,.

### Occupation des sols
L'occupation des sols de la commune, telle qu'elle ressort de la base de données européenne d’occupation biophysique des sols Corine Land Cover (CLC), est marquée par l'importance des territoires agricoles (92,3 % en 2018), une proportion sensiblement équivalente à celle de 1990 (92,8 %).
La répartition détaillée en 2018 est la suivante : prairies (70,4 %), terres arables (14,7 %), forêts (7,2 %), zones agricoles hétérogènes (7,1 %), zones urbanisées (0,5 %).

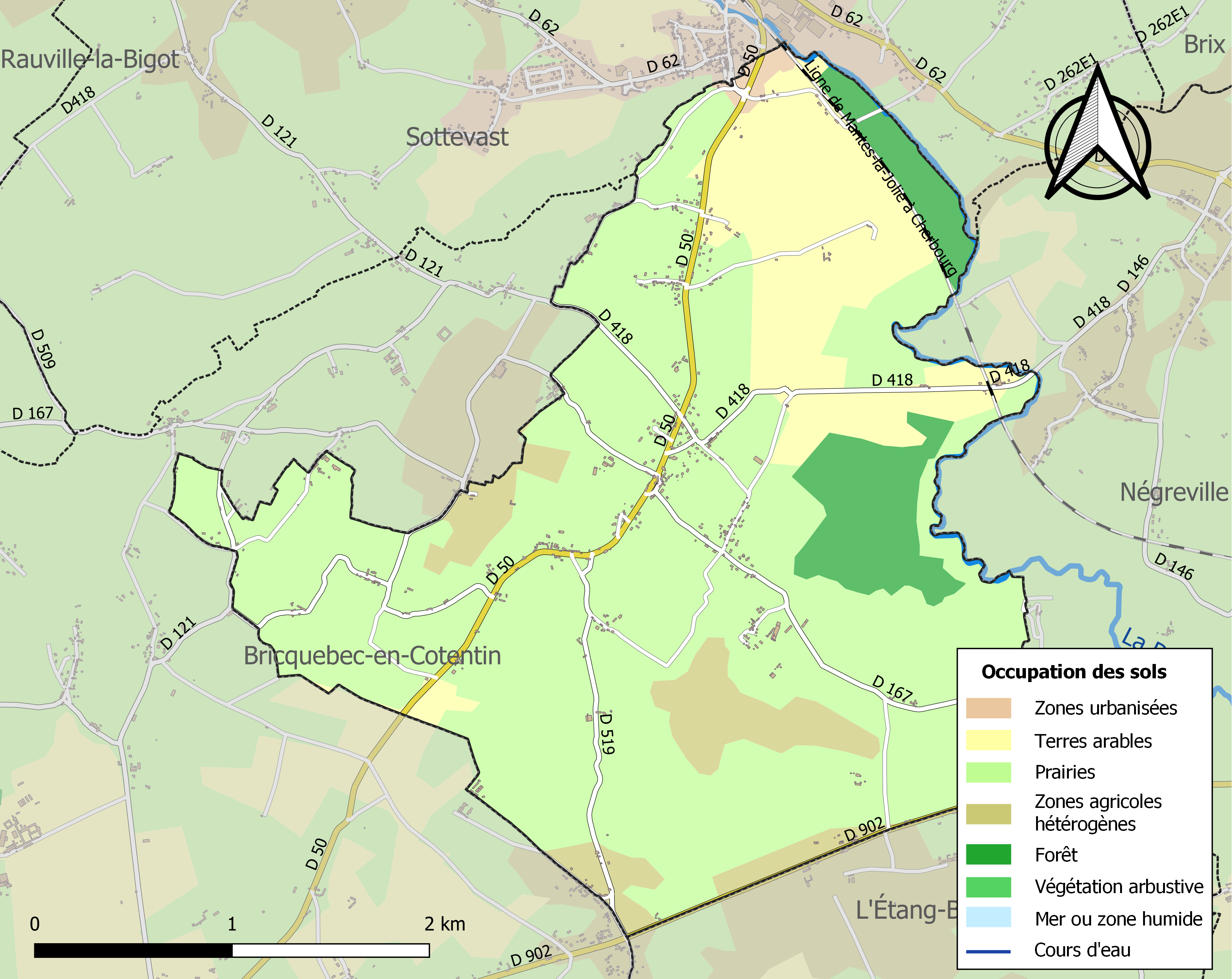
Carte des infrastructures et de l'occupation des sols de la commune en 2018 (CLC).

L'évolution de l’occupation des sols de la commune et de ses infrastructures peut être observée sur les différentes représentations cartographiques du territoire : la carte de Cassini (XVIIIe siècle), la carte d'état-major (1820-1866) et les cartes ou photos aériennes de l'IGN pour la période actuelle (1950 à aujourd'hui).

## Toponymie
Le nom de la localité est attesté sous les formes Le Grand-Hameau en 1895 (en tant que lieu-dit), Rocheville en 1896.
Le toponyme de cette commune de création tardive est inspiré des toponymes en -ville, de l'ancien français ville, mais qui a plutôt ici le sens de « lieu ». Le premier élément a été choisi pour la présence des mégalithes sur le territoire.
Le gentilé est Rochevillais.

## Histoire

### Préhistoire
Il a été retrouvé sur le territoire communal un moule à haches de bronze en parfait état, preuve d'une production en grande quantité.

### Époque contemporaine
Tout comme L'Étang-Bertrand, la commune est créée par scission du territoire de Bricquebec le 22 mars 1895. Elle s'appelle d'abord Le Grand Hameau avant d'adopter un an plus tard, le 9 mars 1896, le nom de Rocheville. Un odonyme local (« Rue du 22-Mars-1895 ») rappelle cette création.

## Politique et administration
| Période                                                                                | Période  | Identité             | Étiquette | Qualité                    |
| -------------------------------------------------------------------------------------- | -------- | -------------------- | --------- | -------------------------- |
| 1895                                                                                   | 1906     | François Mahieu      |           |                            |
| 1906                                                                                   | 1912     | Victor Mesnage       |           |                            |
| 1912                                                                                   | 1914     | Jean-Baptiste Launey |           |                            |
| 1914                                                                                   | 1919     | Victor Mesnage       |           |                            |
| 1919                                                                                   | 1925     | Henri Morin          |           |                            |
| 1925                                                                                   | 1928     | François Godefroy    |           |                            |
| 1928                                                                                   | 1943     | Henri Morin          |           |                            |
| 1943                                                                                   | 1977     | Henri Morin          |           |                            |
| 1977                                                                                   | 1998     | Henri Catherine      |           | Agriculteur                |
| 1998                                                                                   | 2006     | Georges Lelaidier    |           | Retraité de la Gendarmerie |
| juin 2006                                                                              | mai 2020 | Jean Desquesnes      | SE        | Documentaliste de collège  |
| mai 2020                                                                               | En cours | Sonia Lepoittevin    | DVG       | Factrice                   |
| Une partie des données est issue d'une liste établi par Jean Pouëssel et Jacques Blin. |          |                      |           |                            |

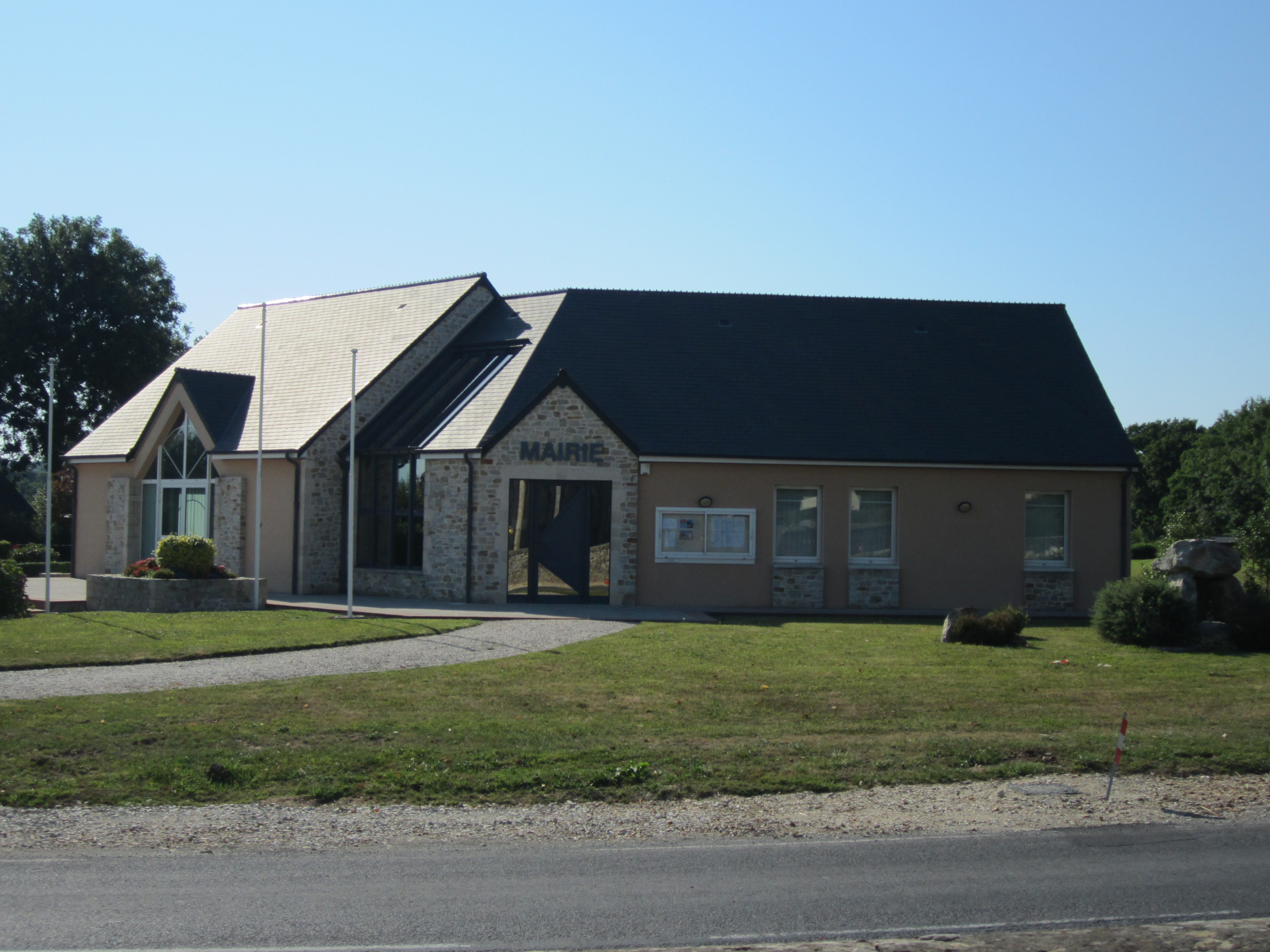
La mairie.

Le conseil municipal est composé de quinze membres dont le maire et deux adjoints.

## Démographie
L'évolution du nombre d'habitants est connue à travers les recensements de la population effectués dans la commune depuis 1896. Pour les communes de moins de 10 000 habitants, une enquête de recensement portant sur toute la population est réalisée tous les cinq ans, les populations de référence des années intermédiaires étant quant à elles estimées par interpolation ou extrapolation. Pour la commune, le premier recensement exhaustif entrant dans le cadre du nouveau dispositif a été réalisé en 2008.
En 2022, la commune comptait 608 habitants, en évolution de −1,3 % par rapport à 2016 (Manche : −0,31 %, France hors Mayotte : +2,11 %).
La commune est créée le 22 mars 1895.
| 1896 | 1901 | 1906 | 1911 | 1921 | 1926 | 1931 | 1936 | 1946 |
| ---- | ---- | ---- | ---- | ---- | ---- | ---- | ---- | ---- |
| 482  | 504  | 509  | 474  | 429  | 429  | 432  | 412  | 406  |

| 1954 | 1962 | 1968 | 1975 | 1982 | 1990 | 1999 | 2006 | 2008 |
| ---- | ---- | ---- | ---- | ---- | ---- | ---- | ---- | ---- |
| 424  | 393  | 391  | 358  | 402  | 527  | 559  | 624  | 642  |

| 2013 | 2018 | 2022 | - | - | - | - | - | - |
| ---- | ---- | ---- | - | - | - | - | - | - |
| 629  | 592  | 608  | - | - | - | - | - | - |

## Culture locale et patrimoine

### Lieux et monuments

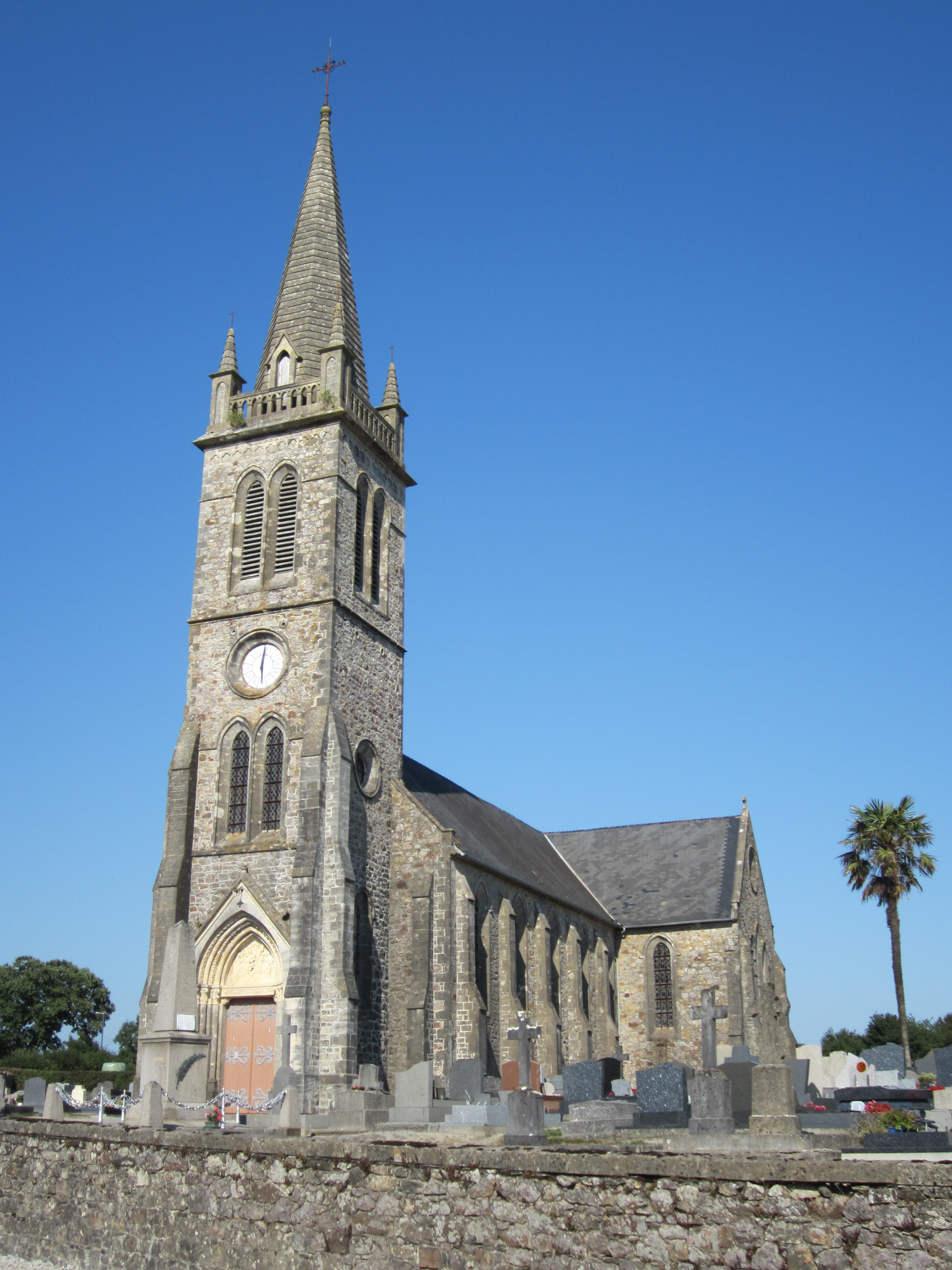
L'église Saint-Pierre-et-Saint-Paul.

- Allée couverte de la Petite Roche[32], classée au titre des monuments historiques[33].
- Allée couverte du Catillon, longue d'environ 17 m, elle a pratiquement disparu depuis le début du XXe siècle.
- Allée couverte des Forges dite également galerie des Forges, qui se situait dans le bois de la Tombette, a servi en 1903 à empierrer un chemin.
- Dolmen de la Table aux fées, situé entre les allées de la petite Roche et du câtillon, a été détruit vers 1880.
- Église Saint-Pierre-et-Saint-Paul (XIIIe, XVe – XIXe siècles) en forme de croix de style XIIIe avec une tour en façade de la nef et fronton sculpté au-dessus du portail. Elle abrite une statue de saint Roch et son chien classée au titre objet[34], ainsi qu'un lutrin du XVIIIe siècle.
- Oratoire de la Vierge restauré en 1954 par Paul Bony.
- Croix de chemin dites du Grand Hameau du XVIIIe siècle et de la Cage du XIXe siècle.
- Puits en pierre.
- Ancien moulin des Forges.
- Ferme ancienne de Martainville.